# Mucronella
Mucronella is een geslacht van schimmels behorend tot de familie Clavariaceae. De typesoort is Mucronella calva.

## Taxomomie
De typesoort heette oorspronkelijk Hydnum calvum beschreven door de Duitse botanicus Johannes Baptista von Albertini en de Amerikaan Lewis David de Schweinitz in 1805. De Zweedse mycoloog Elias Magnus Fries bracht de soort in 1874 over naar het nieuw beschreven geslacht Mucronella.
Moleculaire fylogenetische analyse suggereert dat het geslacht monofyletisch is en de zuster is van de rest van de Clavariaceae, wat eerdere vermoedens bevestigt dat de taxa fylogenetisch verwant waren. Het was eerder in de Russulales geplaatst vanwege zijn amyloïde sporen en zijn morfologische gelijkenis met sommige leden van het geslacht Hericium.

## Beschrijving
Vruchtlichamen van Mucronella-soorten lijken op hangende stekels; ze komen afzonderlijk, verspreid of in groepen voor. Kleuren variëren van wit tot geel tot oranje. Mucronella heeft een monomitisch hyfensysteem dat alleen uit generatieve hyfen bestaat. De basidia (sporendragende cellen) zijn viersporig en knotsvormig. Basidiosporen zijn meestal glad met dunne wanden, zwak amyloïde en enigszins hyaliene (doorzichtig). Mucronella is het enige geslacht in de Clavariaceae met amyloïde sporen en met de "hangende ruggengraat" vruchtlichaammorfologie.

## Habitat en distributie
Mucronella-soorten zijn saprotroof. Kartar Singh Thind en I.P.S. Khurana identificeerde in 1974 vijf soorten uit de noordwestelijke Himalaya, India: M. bresadolae, M. calva, M. flava, M. subalpina en M. pulchra.

## Soorten
Volgens Index Fungorum telt het geslacht 16 soorten (peildatum januari 2024):
| Soortnaam                                      | Auteur(s)                | Publicatiejaar |
| ---------------------------------------------- | ------------------------ | -------------- |
| Mucronella albidula                            | (Corner) Berthier        | 1985           |
| Mucronella belalongensis                       | P. Roberts               | 1998           |
| Mucronella brasiliensis                        | Corner                   | 1950           |
| Mucronella bresadolae                          | (Quél.) Corner           | 1970           |
| Mucronella calva (Witte dwergpegelzwam)        | (Alb. & Schwein.) Fr.    | 1874           |
| Mucronella flava (Gele dwergpegelzwam)         | Corner                   | 1953           |
| Mucronella fusiformis                          | (Kauffman) K.A. Harrison | 1972           |
| Mucronella minutissima                         | Peck                     | 1891           |
| Mucronella pendula                             | (Massee) R.H. Petersen   | 1980           |
| Mucronella polyporacea                         | Velen.                   | 1922           |
| Mucronella pulchra                             | Corner                   | 1970           |
| Mucronella pusilla                             | Corner                   | 1950           |
| Mucronella ramosa                              | Lloyd                    | 1922           |
| Mucronella styriaca (Spinnenwebdwergpegelzwam) | Maas Geest.              | 1977           |
| Mucronella subalpina                           | K.S. Thind & Khurana     | 1975           |
| Mucronella togoensis                           | Henn.                    | 1897           |